# Jalen Suggs
Jalen Rashon Suggs (St. Paul, 3 giugno 2001) è un cestista statunitense, impegnato con gli Orlando Magic nella NBA.
Considerato una recluta a 5 stelle e il sesto miglior giocatore della sua classe da ESPN, Suggs è stato il giocatore con il miglior ranking di sempre ad aver giocato per Gonzaga, fino all'arrivo di Chet Holmgren, compagno di squadra di Suggs al liceo.
È il cugino di Tyrese Haliburton.

## Inizi e high school
Nato a Saint Paul, Minnesota, inizia a giocare a basket da piccolissimo. Il padre, Larry, lo accompagnava a diversi camp, e già all'età di sette anni Suggs deve volare da solo fino a Dallas per un torneo. All'età di 13 anni è già titolare nel varsity team della Minnehaha Academy di Minneapolis, e chiude la stagione con 17,5 punti, 4,4 palle rubate e 4 assist di media a partita.
Da freshman chiude la stagione con 21,5 punti, 8 rimbalzi e 5 assist di media, trascinando la squadra alla vittoria del titolo statale, e venendo incluso nel MaxPreps Freshman All-American First team. Nonostante un calo di produzione nella stagione da sophomore, Suggs porta nuovamente la squadra alla vittoria del titolo, viene incluso nell'Associated Press All-State First Team e nel MaxPreps Sophomore All-America Second Team. L'anno successivo, quello da junior, le medie tornano a salire, e la squadra si riconferma per la terza volta consecutiva campione statale. Suggs viene questa volta incluso nel AP All-State First Team e nel MaxPreps Junior All-America Third Team. Da senior tiene le medie di 23,3 punti 7,5 rimbalzi, 5 assist e 3,9 palle rubate a partita, non riuscendo però a vincere per la quarta volta consecutiva il titolo statale per l'interruzione della stagione, causata dalla pandemia di COVID-19. Suggs lascia la scuola come leader di sempre in punti segnati (2.945), venendo incluso per la prima volta nel Max Preps All-America First Team e venendo nominato Minnesota Mr. Basketball e giocatore dell'anno dello stato dall'Associated Press. Viene poi convocato per il McDonald's All-American Game, per il Jordan Brand Classic e per il Nike Hoop Summit, non disputatisi a causa della pandemia.
Oltre ad essere impegnato nel basket, gioca a football americano nel ruolo di quarterback. Vince il titolo statale nel 2018 da junior, mentre da senior la squadra deve arrendersi in finale. In questa stagione Suggs viene nominato Minnesota Mr. Football, diventando il primo giocatore di sempre del Minnesota a vincere i premi statali di Mr. Basketball e di Mr. Football nello stesso anno, e Max Preps Athlete of the Year per i suoi successi nel basket e nel football.

## College
Considerato una recluta da cinque stelle, e il sesto miglior giocatore della sua classe secondo ESPN, Suggs riceve offerte dalla più prestigiose università della nazione, incluse Florida, Florida State, Minnesota e Iowa State, scegliendo però l'offerta di Gonzaga. Suggs diventa dunque il giocatore con il ranking migliore di sempre ad unirsi alla squadra dello stato di Washington. Suggs ha poi rivelato di aver considerato a lungo la possibilità di giocare in una squadra professionista oltreoceano per un anno. Suggs era anche una recluta da 4 stelle nel football americano, sempre secondo ESPN, ma decise di non proseguire la sua carriera, nonostante le offerte di alcuni dei più importanti college della nazione, quali Ohio State e Georgia
Debutta il 25 novembre 2020 nella vittoria contro Kansas, mettendo a segno 24 punti. Chiude la stagione regolare con le medie di 14,3 punti, 5,5 rimbalzi e 4,5 assist con il 51,2% dal campo a partita. Gonzaga, imbattuta durante tutta la stagione regolare, vince il West Coast Conference Tournament, in cui Suggs viene nominato Most Outstanding Player della competizione. Viene successivamente incluso nel secondo quintetto All-America dall'Associated Press.
Gonzaga, qualificatasi come prima testa di serie nella West Region del tabellone della March Madness, avanza senza problemi fino alle Final Four, dopo aver battuto Norfolk State, Oklahoma, Creighton e USC. Qui Suggs si rende protagonista, nei tempi supplementari, del buzzer beater da 10 metri che elimina UCLA e qualifica Gonzaga alla finale nazionale. Con la possibilità di diventare l'ottava squadra a vincere il torneo da imbattuta, però, Gonzaga viene sconfitta nettamente da Baylor con il punteggio di 86 a 70. Suggs, il migliore dei suoi, chiude con 22 punti e 3 assist con il 53% dal campo. Per le sue prestazioni, viene inserito nel miglior quintetto della manifestazione.
Il 19 aprile si rende eleggibile per il Draft NBA 2021.

## NBA

### Orlando Magic (2021-)
Suggs viene selezionato con la quinta scelta assoluta dagli Orlando Magic. Il 9 agosto, ha fatto il suo debutto in Summer League vincendo 91-89 contro i Golden State Warriors in cui ha segnato 24 punti, nove rimbalzi, tre stoppate e due palle rubate in 28 minuti. Il 20 ottobre ha fatto il suo debutto in NBA, mettendo a segno 10 punti in una sconfitta per 123-97 contro i San Antonio Spurs.

## Nazionale
Suggs ha vinto la medaglia d'oro con la nazionale statunitense ai Mondiali under-19 di Grecia 2019, conclusi con le medie di 34 punti, 27 rimbalzi e 27 assist a partita.

## Statistiche

### NCAA
| Anno      | Squadra          | PG | PT | MP   | TC%  | 3P%  | TL%  | RP  | AP  | PRP | SP  | PP   |
| --------- | ---------------- | -- | -- | ---- | ---- | ---- | ---- | --- | --- | --- | --- | ---- |
| 2020-2021 | Gonzaga Bulldogs | 30 | 30 | 28,9 | 50,3 | 33,7 | 75,4 | 5,3 | 4,5 | 1,9 | 0,3 | 14,4 |
| Carriera  | Carriera         | 30 | 30 | 28,9 | 50,3 | 33,7 | 75,4 | 5,3 | 4,5 | 1,9 | 0,3 | 14,4 |

#### Massimi in carriera
- Massimo di punti: 27 vs Iowa (19 dicembre 2020)[25]
- Massimo di rimbalzi: 11 (2 volte)
- Massimo di assist: 8 (4 volte)
- Massimo di palle rubate: 4 (2 volte)
- Massimo di stoppate: 1 (10 volte)
- Massimo di minuti giocati: 40 vs UCLA (3 aprile 2021)

### NBA

#### Regular Season
| Anno      | Squadra       | PG  | PT  | MP   | TC%  | 3P%  | TL%  | RP  | AP  | PRP | SP  | PP   |
| --------- | ------------- | --- | --- | ---- | ---- | ---- | ---- | --- | --- | --- | --- | ---- |
| 2021-2022 | Orlando Magic | 48  | 45  | 27,2 | 36,1 | 21,4 | 77,3 | 3,6 | 4,4 | 1,2 | 0,4 | 11,8 |
| 2022-2023 | Orlando Magic | 53  | 19  | 23,5 | 41,9 | 32,7 | 72,3 | 3,0 | 2,9 | 1,3 | 0,5 | 9,9  |
| 2023-2024 | Orlando Magic | 75  | 75  | 27,0 | 47,1 | 39,7 | 75,6 | 3,1 | 2,7 | 1,4 | 0,6 | 12,6 |
| 2024-2025 | Orlando Magic | 35  | 35  | 28,6 | 41,0 | 31,4 | 88,2 | 4,0 | 3,7 | 1,5 | 0,9 | 16,2 |
| Carriera  | Carriera      | 211 | 174 | 26,4 | 41,9 | 32,9 | 77,9 | 3,3 | 3,3 | 1,3 | 0,6 | 12,3 |

#### Playoffs
| Anno     | Squadra       | PG | PT | MP   | TC%  | 3P%  | TL%  | RP  | AP  | PRP | SP  | PP   |
| -------- | ------------- | -- | -- | ---- | ---- | ---- | ---- | --- | --- | --- | --- | ---- |
| 2024     | Orlando Magic | 7  | 7  | 33,1 | 40,2 | 29,2 | 76,7 | 5,1 | 3,3 | 1,3 | 0,4 | 14,7 |
| Carriera | Carriera      | 7  | 7  | 33,1 | 40,2 | 29,2 | 76,7 | 5,1 | 3,3 | 1,3 | 0,4 | 14,7 |

#### Massimi in carriera
- Massimo di punti: 26 vs Golden State Warriors (3 novembre 2022)[26]
- Massimo di rimbalzi: 9 vs Philadelphia 76ers (19 gennaio 2022)
- Massimo di assist: 10 (2 volte)
- Massimo di palle rubate: 5 vs Philadelphia 76ers (1º febbraio 2023)
- Massimo di stoppate: 3 (3 volte)
- Massimo di minuti giocati: 36 vs Golden State Warriors (3 novembre 2022)

## Palmarès

### Squadra

#### NCAA
- WCC Tournament (2021)

### Nazionale
- FIBA Americas Under-16 Championship (2017)
- FIBA Under-17 World Cup (2018)
- FIBA Under-19 World Cup (2019)

### Individuale

#### High school
- All-IMAC (2016, 2017)
- IMAC Defensive MVP (2016, 2017)
- IMAC Offensive MVP (2017)
- IMAC Player of the Year (2017)
- Minneapolis Star-Tribune All-Metro Second Team (2017)
- St. Paul Pioneer Press All-Metro Second Team (2017)
- USA Today All-Minnesota Second Team (2017)
- Minnesota Class 2A State All-Tournament Team (2017)
- MaxPreps Freshman All-America First Team (2017)
- MaxPreps Sophomore All-America Second Team (2018)
- USA Today All-Minnesota First Team (2018)
- Associated Press All-Minnesota First Team (2018, 2019)
- MaxPreps Junior All-America Third Team (2019)
- Pioneer Press East Metro Player of the Year (2019)
- Minnesota Mr. Football (2019)
- Minnesota Mr. Basketball (2020)
- Associated Press Minnesota Basketball Player of the Year (2020)
- Minnesota Gatorade Player of the Year (2020)
- Max Preps Athlete of the Year (2020)
- MaxPreps All-American First Team (2020)
- Naismith Boys High School Midseason Team (2020)
- McDonald's All-American (2020)
- Jordan Brand Classic (2020)
- Nike Hoop Summit (2020)

#### NCAA
- WCC Newcomer of the Year (2021)
- All-WCC First Team (2021)
- WCC All-Freshman Team (2021)
- WCC All-Tournament Team (2021)
- WCC Tournament MVP (2021)
- Associated Press All-America Second Team (2021)
- NCAA All-Tournament Team (2021)
- NCAA Tournament All-Region (2021)

#### NBA
- NBA All-Defensive Team: 1

Second Team: 2024

## Record

### High school
- Primo e unico giocatore del Minnesota a vincere i premi statali di Mr. Basketball e di Mr. Football nello stesso anno.[27]

## Vita privata
Suggs è cugino di secondo grado di Terrell Suggs, giocatore NFL due volte vincitore del Super Bowl, e cugino di Eddie Jones, tre volte All-Star nella NBA.